# Oepping
Oepping – gmina w Austrii, w kraju związkowym Górna Austria, w powiecie Rohrbach. Liczy 1497 mieszkańców (1 stycznia 2015).